# Református templom (Rakacaszend)
A rakacaszendi református templom a község déli részén egy kis emelkedőn áll (Rózsadomb út; helyrajzi száma: 195).
Műemlék. Műemlékvédelmi törzsszáma: 998, KÖH azonosítója: 3051.
Borsod-Abaúj-Zemplén megye 1970 előtt kiadott műemlékjegyzékében még nem szerepelt; a tudósok csak 1962-ben figyeltek fel arra, hogy a 19. századi átépítések eredményeként előállt jellegtelen külső értékes, középkori maradványokat takar. A régészeti- és falkutatást (1970–1974-ben) Pálóczi-Horváth András régész és H. Vladár Ágnes építész vezette. A szentély freskóit Rády Ferenc tárta fel, és Pintér Attila restaurálta. Az értő helyreállítás eredményeként ma legszebb falusi templomaink közt, a műemlékvédő beavatkozás jó példájaként emlegetik.

## Története

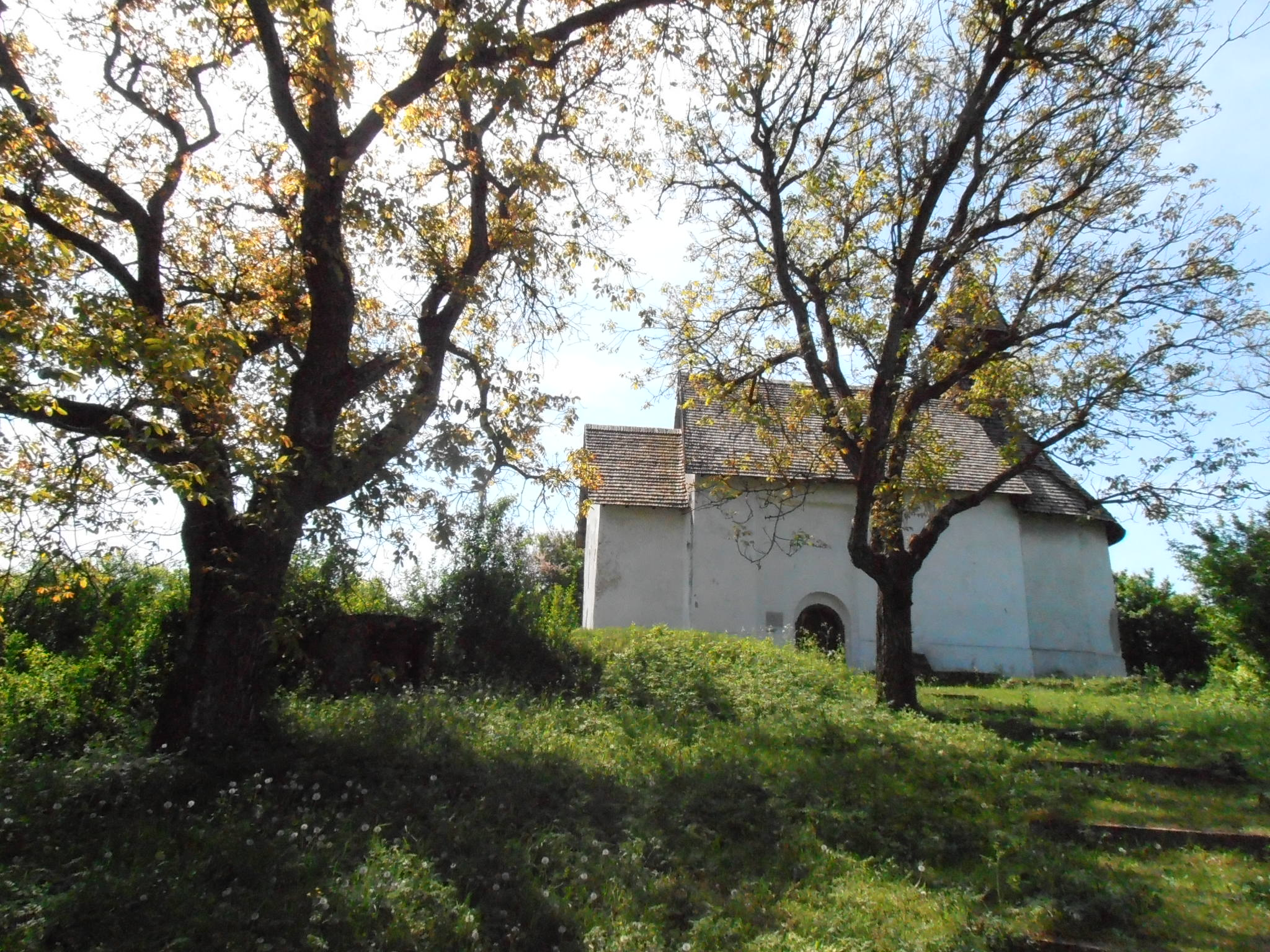

A 19. századig egyike volt hazánk rendkívül ritka ikertemplomainak: a 12. században emelt és Szűz Máriának szentelt kis téglatemplom déli oldalfalához a 13. században egy valamivel nagyobb, kőből falazott templomot építettek hozzá. Ilyen kettős templommal Szentpéter-Dörgicsén találkozhatunk, romos állapotban. A régi, kisebb templomot ezután a birtokos család kápolnájaként használták a 15. századig; a család több tagját ide is temették.
A reformátusok a 16. század közepén kapták meg a templomot; a kápolna funkció legkésőbb ekkor megszűnt. Ezután a szokásos módon levakolták, illetve lemeszelték a képekkel díszített falakat; ennek köszönhető, hogy a festmények egy része megmaradt. Valamikor a 16-17. században a kis templomot nyugat felé egy toldalékkal meghosszabbították.
A famennyezet 1657-ben készült, ez a második legrégibb ilyen jellegű munka Magyarországon (a szentsimoni templom mennyezete 1650-ben készült). 1821-ben (a bővítés után) kiegészítették.
A 12. századi épületrészt 1820-ban elbontották; a 13. századi épületrészt íves toldalékkal kibővítették. Az ív fölé huszártornyot emeltek. Ugyanekkor új bejáratot törtek a szentély zárófalán, ám ezt valamikor később befalazták.
1966-ban egy villámcsapás súlyosan megrongálta, és a leomló faldarabokon középkori falképek töredékei tűntek fel. Ez után kezdték el tudományos igényű helyreállítását az 1970-es években. Eközben feltárták egyebek közt a 12. századi templom alapját, amit a helyszínen konzerváltak, így jól érzékelteti az épületegyüttes eredeti állapotát.

## Az épület

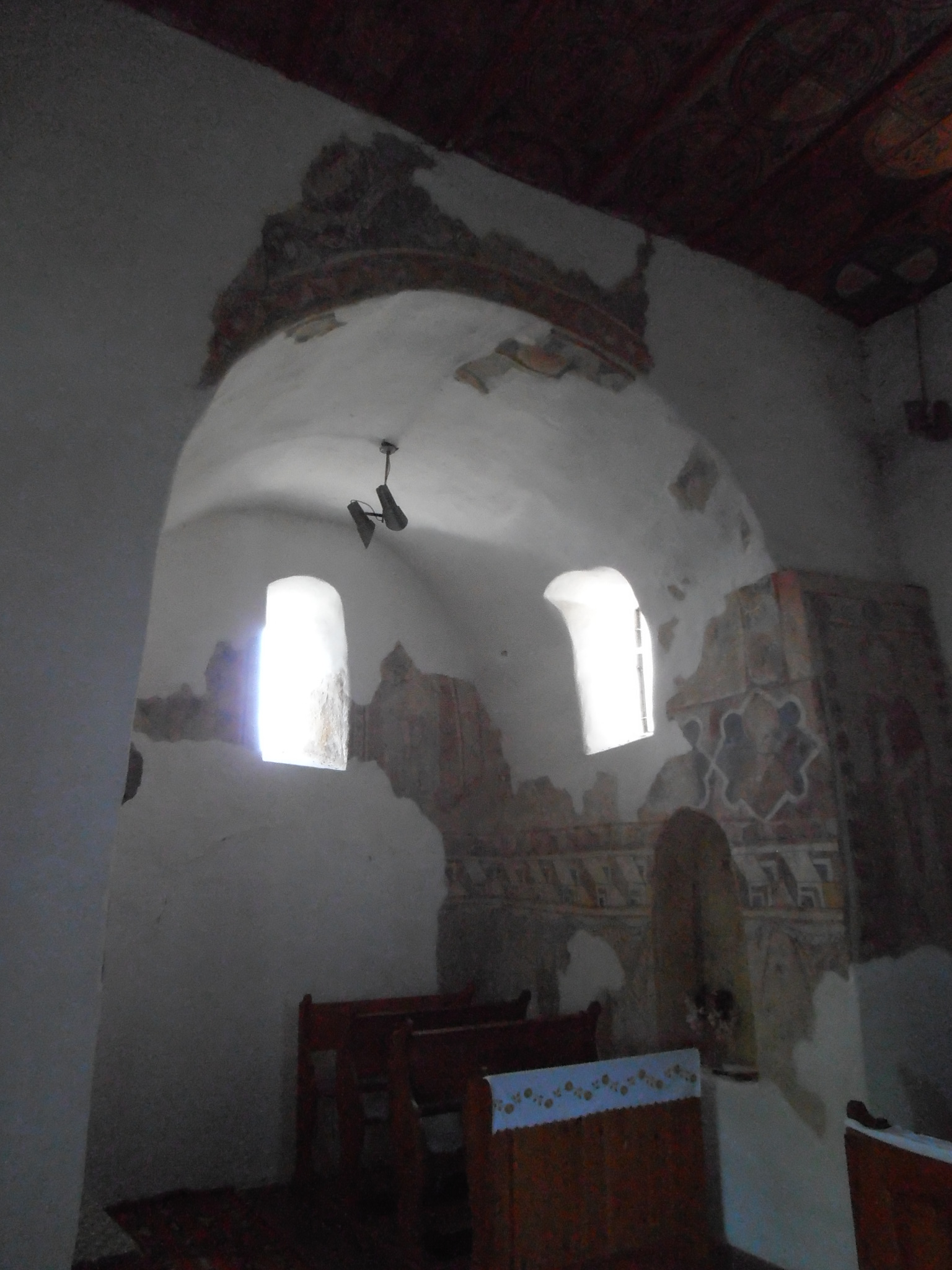
Középkori falfestmények maradványai

A jelenlegi templom dongaboltozatos szentélye négyszögletes alaprajzú; egyenesen záródik. A záró falon és déli oldalán egy-egy keskeny, román stílusú ablak nyílik. A belső teret három, ezekhez hasonló, a déli falon elhelyezett ablak világítja meg. A szentélyt a templomhajótól diadalív választja el (ez a 13. században még nem volt; későbbi átépítés eredménye). A hajó 5 m széles és 10 m hosszú.
A szentélyben és a diadalíven 14–15. századi falfestmények töredékei kerültek elő a meszelés és a vakolat alól:
- több apostol gótikus keretbe foglalt mellképe és
- egy püspök alakja.

Északi falában megmaradt a kis templom déli fala kis ablakaival és utólag kibővített bejáratával. Lábazat hiányában kívül a vakolat körben felázott, főleg a keleti oldalon feketén penészes. Belül a felázás nem látszik.
A régészek az északi faltól kezdve feltárták az elbontott, 12. századi templom alapját, és konzerválták a maradványokat, amelyekből képet alkothatunk az egykori épületegyüttesről. Az elbontott templom szentélye patkóíves volt (ez Magyarországon ritkaság), nyugati végében pedig karzat emelkedett.

## Berendezése

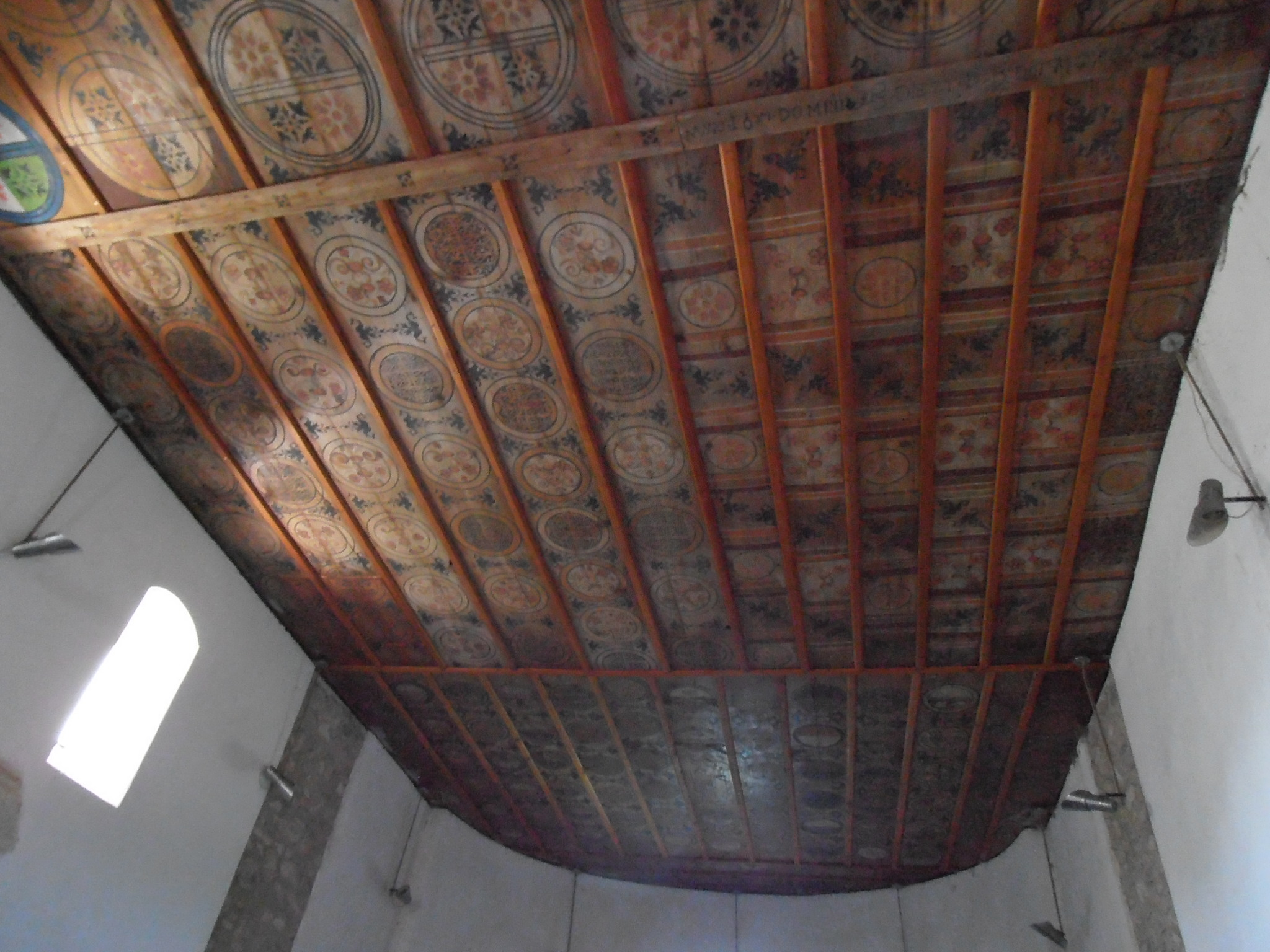
Festett famennyezet

A szentélyben és a diadalívben középkori, valószínűleg 15. századi festménytöredékek láthatók.
A templomhajót deszkából alakított, festett famennyezet fedi. A két szakaszban készült burkolat feliratai:
- Anno 1657 DOMINI DIE 27 JULI ProT. M. G. ROZ; illetve
- Festetett R. Jós: által: 1821 Eszt: Apr-ben.

Az eredeti mennyezet hosszanti deszkáit tárcsákba komponált levél- és virágmotívumok díszítik; a bővítés hasonló jellegű. A geometrikus elemeket körzővel szerkesztették. Maga a minta sablonos benyomást kelt, de elrendezése, kompozíciója különösen értékes, a festőasztalos mesterség korai emléke.
Berendezései közül a legértékesebb a 17. századi Mózes-szék. A papi széket 1821-ben, a családi padokat 1824-ben faragták, illetve díszítették.
A templom fa kapujához két, téglából rakott lépcső vezet fel. A kaput egyszerű, geometrikus minták díszítik.

## Látogatása
A kulcs három házzal lejjebb, a Rózsadomb út 14-ben elkérhető.